# Alfred Maultasch
Alfred Maultasch (* 22. November 1914 in Salzburg; † 5. September 2006 ebenda) war ein österreichischer Komponist und Klarinettist.

## Leben
Alfred Maultasch wurde 1914 in Salzburg geboren. Er studierte am Mozarteum Klarinette und Klavier und wurde dort nach seiner abgelegten Prüfung selbst Klarinettenlehrer. Später spielte er unter der Leitung von Bernhard Paumgartner und Herbert von Karajan und war im Wiener Rundfunkorchester, beim Kölner Rundfunk und in der Hamburger Oper tätig. Zwischen 1939 und 1944 diente er im Zweiten Weltkrieg und wurde im Krieg gegen die Sowjetunion schwer verwundet. Nach dem Kriegsdienst wurde er Klarinettist im Mozarteum-Orchester in Salzburg und gründete 1948 für den ORF-Vorgänger „Rot-Weiß-Rot“ ein Rundfunkorchester, das pro Woche zwei Livekonzerte absolvierte. Für dieses kleine Orchester entstanden auch erste Kompositionen, es waren Schlager im Stil der Zeit. Maultasch war auch häufig als Solist tätig und spielte unter anderem Werke von Reger, Hindemith und Weber, sowie die Saxofon-Rhapsodie von Debussy.
Nach Tätigkeiten in Köln und an der Hamburger Oper ging er in Pension und nahm privaten Kompositionsunterricht bei Manfred Stahnke in Hamburg. Seither entstanden rund 40 Werke, darunter drei Symphonien.